# Coleocephalocereus braunii
Coleocephalocereus braunii là một loài thực vật có hoa trong họ Cactaceae. Loài này được Diers & Esteves mô tả khoa học đầu tiên năm 1985.